# Rezolucja Rady Bezpieczeństwa ONZ nr 1695
Rezolucja Rady Bezpieczeństwa ONZ nr 1695 została uchwalona 15 lipca 2006 podczas 5490. posiedzenia Rady, zwołanego na specjalne żądanie władz Japonii, wyrażone w liście jej stałego przedstawiciela przy ONZ do przewodniczącego Rady z dnia 5 lipca 2006. Miało to związek z przeprowadzonymi w tym dniu przez Koreę Północną próbami rakietowymi.
Rezolucja nie zawiera postanowień o wiążącej mocy prawnej, tym niemniej jest dość jednoznaczną deklaracją polityczną. Potępia wykonane przez KRLD próby i żąda, aby państwo to przerwało swój program budowy rakiet balistycznych. Zaleca państwom członkowskim ONZ wzmożoną czujność odnośnie do handlu z KRLD towarami, które mogą mieć związek z tym programem. Wzywa także rząd KRLD do powrotu do prowadzonych w tej sprawie rozmów sześciostronnych.